# Александър Дедюшко
Александър Викторович Дедю̀шко е руски актьор от беларуски произход. Звездната му роля е в сериала „Оперативен псевдоним“ от 2003 г. Снима се предимно в остросюжетни криминални филми.

## Биография
Роден е в гр. Волковиск, Гродненска област, Белоруска ССР на 20 май 1962 г. След като завършва Горкиевското театрално училище в гр. Горки (днес Нижни Новгород), половин година работи в театъра в Минск, а след това 6 сезона във Владимирския драматичен театър в гр. Владимир.
Първата си сериозна роля получава във филма „ДМБ“ (военна комедия).
Съпругата му Светлана Чернишкова също е актриса. Двамата се запознават в театъра във Владимир. Синът им Дима има участия в заснемането на реклами и филми. Цялото семейство участва в романтичния филм „Вечерна приказка“.
Загива в автомобилна катастрофа на 3 ноември 2007 г. във Владимирска област заедно с жена си и сина си. Погребан е на Троекуровското гробище в Москва.

## Филмография
- 2006 – „Офицери“

## Премии и награди
Удостоен е (посмъртно) с наградата на ФСБ в номинацията за актьорска работа през 2007 г.